# Central Falls
Central Falls – miasto w Stanach Zjednoczonych, w stanie Rhode Island w hrabstwie Providence, położone nad rzeką Blackstone.

## Religia
- Parafia św. Józefa